# Ectropis sublutea
Ectropis sublutea är en fjärilsart som beskrevs av Butler 1880. Ectropis sublutea ingår i släktet Ectropis och familjen mätare. Inga underarter finns listade i Catalogue of Life.